# Сантьяго Енеме
Сантьяго Енеме Бокарі (ісп. Santiago Eneme Bocari, нар 29 вересня 2000, Малабо) — екваторіально-гвінейський футболіст, атакувальний півзахисник «Нанта» та національної збірної Екваторіальної Гвінеї.

## Клубна кар'єра
Сантьяго Енеме є вихованцем клубу «Кано Спорт» з рідного міста Малабо і згодом виступав за основну команду у другому дивізіоні країни. Згодом Сантьяго перебрався до Європи, провівши кілька переглядів у клубах Іспанії, в тому числі у «Севільї», «Атлетіко» та «Кадісі», але не мав можливості підписати контракт, будучи ще неповнолітнім. 
У 2018 році потрапив до французького «Нанта», після того як його помітили представники клубу під час молодіжного турніру до 17 років. Наступні сезони він грав за резервну команду «Нанта» у Національному чемпіонаті 2. З сезону 2021/22 став залучатись до тренувань з першою командою під керівництвом Антуана Комбуаре.

## Кар'єра за збірну
Енеме виступав у збірній Екваторіальної Гвінеї у віці до 23 років
15 січня 2018 року Сантьяго дебютував у складі національної збірної Екваторіальної Гвінеї у матчі Чемпіонату африканських націй 2018 року проти Лівії (0:3). Загалом на турнірі Енеме зіграв у всіх трьох іграх, але в усіх його команда програла і посіла останнє місце у групі.
Наступним великим турніром для Енеме став Кубок африканських націй 2021 року, відкладений через пандемію COVID-19 на початок 2022 року. У Камеруні він відіграв три матчі і допоміг своїй команді вийти в чвертьфінал; У 1/8 фіналу проти Малі він реалізував останній удар в серії післяматчевих пенальті і допоміг команді пройти до наступного раунду, де у грі проти Сенегалу Екваторіальна Гвінея програла 1:3 і покинула турнір.